# Sportingbet
Sportingbet е световен букмейкър.

## История
Компанията е открита през 1997 година от Mark Blandford, като вече почти 20 години не спира да се развива и да увеличава базата си от клиенти. Хора от над 200 страни залагат на сайта на компанията, където се събират над 1 милион оформени залога на ден. Централният офис на компанията е в Гърнзи, има такива и в Коста Рика, Австралия и Ирландия. През 2012 година Спортингбет бе купен за 530 милиона долара от групата на Уилям Хил, една от най-големите компании в подобен мащаб. По линия на тази сделка австралийските и испански операции на Спортингбет бяха придобити именно от Уилям Хил и неговият собственик GVC. Акциите на компанията са оценени на 667 милиона паунда, а служителите наброяват близо 700 в целия свят, от които и не малко българи. Спортингбет предлага казино игри, спортни залози и покер. В продукта на компанията има над 30 спорта, като футболът си остава най-популярен с 2/3 от общите залози, направени само на най-популярния спорт. Компанията предлага събития за залагане от цели 26 страни. Само за година на сайта се залагат няколко милиарда паунда и числото не спира да расте. Спортингбет има лиценз за букмейкър от държавата Гибралтар и поддържа реномето си на един от най-коректните сайтове за залагания. Спортингбет поддържа сайт на български и има онлайн оператори, които отговарят специално за българските клиенти.

## Портфолио
Спортингбет има платформа с много събития в раздела си със спортни залози. Бонусите на компанията са до 100 лева за нова регистрация, като трябва да направите депозит за още толкова, за да ги получите. Компанията обаче е известна и с многото си промоции за актуални клиенти. Генерално коефициентите за спортните събития са на едно много конкурентно ниво, лесно се правят комбинативни залози и има голяма селекция от възможности. Възможни са залози на футзал, водно поло, крикет, дартс, голф, кучешки надбягвания, конни надбягвания, ръгби и снукър. Към това може да се добавят класическите футбол, баскетбол, волейбол, тенис, хандбал, хокей, бейзбол, Формула 1, бокс, голф и други.
Платформата за залози на живо е доста опростена и предлага лесен и бърз начин за игра. Интерфейсът на сайта е приятен за потребителя, като бързо може да се сменят събитията, на които се залага. Освен това, в залозите на живо Спортингбет предлага още по-конкурентни коефициенти за клиентите си. Възможна е игра от мобилен телефон или таблет, за които има изработена специална мобилна версия, както и приложение. Друга точка е присъствието на кеш аут опция, при която играчите могат да намаляват загубите си или да затворят залога си на печалба, преди дадена среща да се развие по неблагоприятен за тях начин. Отново присъстват стандартните залози за краен победител, под-над голове, първо полувреме-краен резултат, голмайстори, хендикап, двоен шанс, корнери и т.н. Операторите, които се грижат за поддръжката, са на отлично професионално ниво и бързо отговарят на всеки въпрос по телефона, на чата или чрез имейл.
Онлайн казиното на Спортингбет е изработено от професионалистите от NetEnt, които са работили в партньорство с Betsoft и Playtech. Бонусът за нова регистрация е 100 процента. Казиното е регистрирано в Алдърни и Антигуа. Един от най-големите плюсове на сайта е, че използва няколко софтуерни платформи, което значи по-голямо разнообразие от почти цялата конкуренция. Слот игрите са най-широката гама на сайта. Има модерни видео слотове от „Jack Hammer“ до „Dracula“. Десетките игри са и съобразени да отговарят на сметка от най-ниската до най-високата. Игрите на маса са 18, като в по-голямата си част това са блекджек или рулетка, от които има по 7 варианта. Другите игри са бакара и три вида казино покер. Видео покерът е от 8 игри – Jacks or Better, Deuces Wild, and Joker Poker са само някои от тях. В игрите на живо е търсено реалистичното изживяване. Може веднага да се влезе на маса с бакара, рулетка или блекджек. Крупие приветства всеки новодошъл и му позволява да направи залога си. Има онлайн чат, чрез който играчите могат да комуникират и е най-близката връзка до истинско казино. Онлайн съпортът е на ниво, докато сигурността се цени много високо.
Парадайз Покер се нарича покер платформата на Спортингбет. Това е един от най-старите покер сайтове в света, основан през 1999 година. Платформата предлага доста играчи и разнообразие от игри за всяко ниво. Бонусът за регистрация е изключително конкурентен с до 200 процента от първия депозит до 1000 евро.

## Спонсорство
Като един от лидерите в спортните залагания, Спортингбет има и сериозен бюджет за спонсорство. През годините компанията е залагала не на един и два отбора да носят логото ѝ на фланелката си. От 2009 до 2014 година това правеше Уулвърхемптън Уондърърс, който в някои моменти бе и във Висшата лига на Англия. България също може да се отчете със спонсориран отбор. През 2009 година Славия София подписа договор с компанията за 3 години. Румънският Стяуа също бе спонсориран за 2 години. Спортингбет не забравя и аматьорския футбол – Банюле ФК и Гърнзи ФК получиха помощ от компанията в миналото.